# Петровичи (Дуниловичский сельсовет, Поставский район)
Петровичи (бел. Пятро́вічы) — деревня в Поставском районе Витебской области Белоруссии. Входит в состав Дуниловичского сельсовета.
В 1921—1939 годах деревня в составе гмины Дуниловичи Поставского повета Виленского воеводства.

## География
Деревня расположена в 35 км от города Поставы и в 2 км от агрогородка Дуниловичи.

## История
В 1909 году — 20 дворов, 69 семейств, 360 жителей, 461,7 десятин земли. Деревня была в составе Дуниловичской волости Вилейского уезда Виленской губернии.
В результате советско-польской войны 1919—1921 гг. деревня оказалась в составе Срединной Литвы.
С 1922 года — в составе Дуниловичской гмины Дуниловичского повета Виленского воеводства Польши (II Речь Посполитая).
В 1923 году — фольварок Петровичи (12 жителей), деревня Петровичи (343 жителя), деревня Петровичи Чемские (83 жителя).
В сентябре 1939 года деревня была присоединена к БССР силами Белорусского фронта РККА.
С 12 октября 1940 года — в Дуниловичском сельсовете Дуниловичского района Вилейской области БССР.
С 20.01.1960 года — в Глубокском районе.
С 25.12.1962 года — в Поставском районе.
В 2001 году — 41 двор, 79 жителей, колхоз «XXV партсъезд».

## Население
- 1921 год — 343 жителя, 63 двора[3].
- 1931 год — 337 жителей, 63 двора[4].
- 2009 год — 49 жителей (перепись населения).
- 2019 год — 34 жителя (перепись населения).